# Базовий матричний кристал

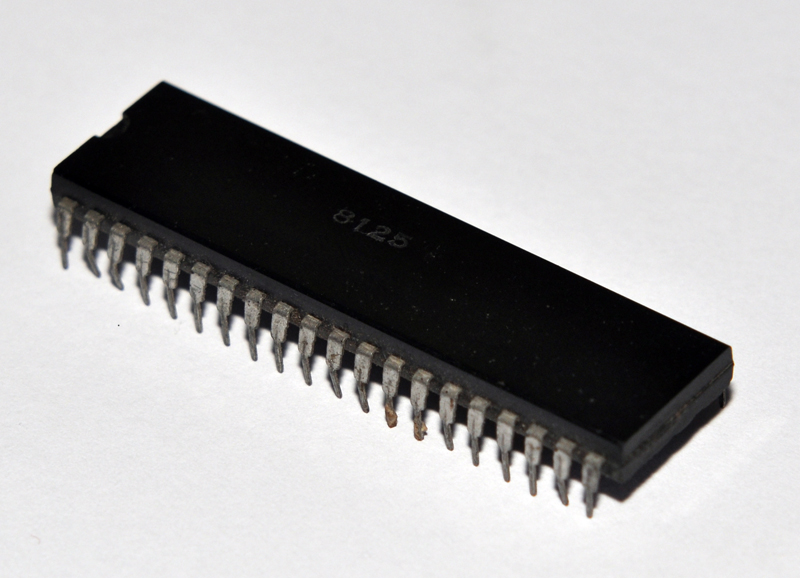
Мікросхема ULA комп'ютера Sinclair ZX81

Ба́зовий ма́тричний криста́л (БМК) ( англ. gate array, англ. Uncommited Array Logic, ULA) - Велика інтегральна схема (ВІС) . На відміну від ПЛІС програмується технологічно, шляхом нанесення маски з'єднань останнього шару металізації. БМК з маскою замовника зазвичай виготовлялися на замовлення невеликими серіями.
Перевага БМК полягає в наступному. Розробнику необхідно застосувати оригінальні схемні рішення на основі ВІС, але існуючі ВІС для цих цілей не підходять. Розробляти з нуля і виробляти дуже довго, неефективно і дорого. Вихід - використовувати базові матричні кристали, які вже розроблені і виготовлені. Базовий матричний кристал нагадує бібліотеку підпрограм і функцій для мов програмування. На ньому розведені, але не з'єднані елементарні кола і логічні елементи. Замовником розробляється схема з'єднань, так звана маска. Ця маска наноситься як останній шар на базовий матричний кристал і елементарні схеми і розрізнені кола на БМК складаються в одну велику схему. У підсумку замовник отримує готову ВІС, яка виходить ненабагато дорожчою за початкову БМК.
В даний час[коли?] БМК в більшості застосувань витіснені ПЛІС, що не вимагають заводського виробничого процесу для програмування і допускають перепрограмування.